# 1180
1180 (MCLXXX) var ett skottår som började en tisdag i den julianska kalendern.

## Händelser

### April
- 28 april – Den franske kronprinsen Filip August gifter sig med Isabella av Hainaut.

### September
- 14 september – Slaget vid Ishibashiyama mellan Minamoto- och Tairaklanen i Japan.
- 18 september – Vid Ludvig VII:s död efterträds han som kung av Frankrike av sin son Filip II August.

### Okänt datum
- Sveriges första hospital inrättas i Eskilstuna av Johanniterorden.
- En stor stenkyrka byggs i Bjälbo utanför Skänninge, troligen på initiativ av Birger Brosa.
- I början av 1180-talet flyttas Viby kloster i Uppland till Julita kloster i Södermanland.
- Fredrik Barbarossa tar München och ger staden och hertigdömet Bayern åt Otto av Wittelsbach av ätten Wittelsbach, som kommer att regera Bayern fram till 1918.
- Borgen Gravensteen i Gent byggs.
- Artois, som utgör en del av grevskapet Flandern, annekteras av Frankrike.
- Wetzlar blir Riksstad (Reichsstadt).
- Henrik Lejonet störtas.
- Hertigdömet Sachsen upplöses/minskas.
- Universitetet i Paris organiseras.

## Födda
- Erik Knutsson, kung av Sverige 1208–1216.
- Ingegärd Birgersdotter, drottning av Sverige 1200–1208, gift med Sverker den yngre.

## Avlidna
- Januari – Innocentius III, född Lando av Sezze, motpåve sedan 1179.
- 18 september – Ludvig VII, kung av Frankrike sedan 1137.
- 24 september – Manuel I Komnenos, bysantinsk kejsare.